# Joseph R. Crimont
Joseph-Raphael Crimont, né le 2 février 1858 à Ferrières dans la Somme (France) et décédé le 20 mai 1945 à Juneau, en Alaska (États-Unis), est un prêtre jésuite français, missionnaire aux États-Unis. En 1917 il est nommé vicaire apostolique (et évêque) de l’Alaska. 

## Biographie

### Jeunesse et formation
Bien que né à Ferrières le 2 février 1858 le jeune Joseph passe sa jeunesse à Amiens où sa famille déménage en 1861, son père étant fabricant de velours et coton. Joseph fait ses études à l’école apostolique d’Amiens nouvellement fondée par le père Xavier Berbelin. Il entre dans la Compagnie de Jésus le 14 août 1875 et fait son noviciat à Amiens.  Cependant les Jésuites étant expulsés de France en 1880 il poursuit ses études à Louvain, en Belgique, où une bienfaitrice de Lille l’accueille chez elle étant donne sa santé fragile.  Il enseigne quelque temps au collège Saint-Servais de Liège.
Durant son séjour à Lille Joseph Crimont rencontre saint Jean Bosco auquel il confie son souhait d’être missionnaire en Amérique du Nord.  Le saint lui assure qu’il retrouvera  la santé et que son désir missionnaire se réalisera. Lorsque le missionnaire Joseph Cataldo (1837-1928) visite la Belgique à la recherche de volontaires pour la mission des Montagnes Rocheuses Crimont et son ami Francis Monroe sont acceptés.  Il arrive aux États-Unis en 1886 et y termine ses études théologiques à Woodstock College (Maryland) où il est ordonné prêtre le 26 août 1888. 

### Missionnaire aux États-Unis
Après son Troisième An fait à Tronchiennes (Belgique) le père Crimont retourne aux États-Unis où il est envoyé en mission parmi les Crows du Montana. 
En 1894, le père Crimont est assigné à la mission d’Alaska. Plus tard, alors qu’il est président du Gonzaga College de Spokane, dans l’État de Washington, il est nommé (28 mars 1904) préfet apostolique de l’Alaska, où il succède à Mgr Jean-Baptiste René (en).  
Avec son ami le père Francis Monroe, le nouveau préfet fait une visite extensive de son territoire missionnaire. De manière générale, il passe la plupart de son temps à visiter les différents postes missionnaires. Quand il revenait à Juneau il occupait une petite salle, au deuxième étage du presbytère de la paroisse de Juneau d’où il organisait son ministère épiscopal.

### Vicaire apostolique en Alaska
En 1917, le pape Benoît XV élève la préfecture d’Alaska au rang de vicariat apostolique et nomme (15 février 1917) le père Crimont comme premier vicaire apostolique. Il est ordonné évêque titulaire d'Ammaedara (de), à Seattle (États-Unis) le 25 juillet 1917 des mains de Mgr Alexander Christie, archevêque d’Oregon City. Crimont est ainsi le premier évêque résidant de l’Alaska.  
Son style de vie reste simple et même très austère, s’habillant de vêtements usagés que lui envoie un ami du Midwest américain. Sans secrétaire il répond lui-même aux lettres reçues. Sa santé, bien que jamais brillante, s’est améliorée de sorte qu’il continue à servir dans ce que le pape Pie XI appela «la mission la plus difficile ».
Mgr Crimont contribua à la béatification de sainte Thérèse de Lisieux, à Rome (1923).  En tant qu’évêque, il la déclara sainte patronne de l’Alaska.

### Octogénaire et décès
Le 14 décembre 1938, un évêque coadjuteur – avec droit de succession – lui est donné : c’est Mgr Walter James Fitzgerald.  En 1942, lorsqu’il célèbre ses 25 ans d’épiscopat en Alaska Mgr Joseph Crimont est l’évêque de plus âgé d’Amérique du Nord.  Il meurt trois ans plus tard, le 20 mai 1945, à Juneau, en Alaska (États-Unis).  Il a 87 ans dont quarante-huit ans passés au service de la mission du Grand Nord. 